# Longicoccus cerariiferus
Longicoccus cerariiferus är en insektsart som beskrevs av Danzig 1975. Longicoccus cerariiferus ingår i släktet Longicoccus och familjen ullsköldlöss.
Artens utbredningsområde är Mongoliet. Inga underarter finns listade i Catalogue of Life.